# Lepidocyrtus immaculatus
Lepidocyrtus immaculatus är en urinsektsart som beskrevs av James P. Folsom 1932. Lepidocyrtus immaculatus ingår i släktet Lepidocyrtus och familjen brokhoppstjärtar. Inga underarter finns listade i Catalogue of Life.